# Passage Perreur
Le passage Perreur est une voie du 20e arrondissement de Paris, en France.

## Situation et accès
Le passage Perreur est situé dans le 20e arrondissement de Paris. Il débute au 40, rue du Capitaine-Marchal et se termine au 21, rue de la Dhuis.

## Origine du nom
Cette voie est nommée d'après le propriétaire des terrains sur lesquels elle a été ouverte.

## Historique
Cette voie est créée sous sa dénomination actuelle depuis 1890 environ.
La partie du passage Perreur qui se terminait en impasse au-delà de la rue de la Dhuis a pris le nom de « villa Perreur ».